# Vegetación de Japón

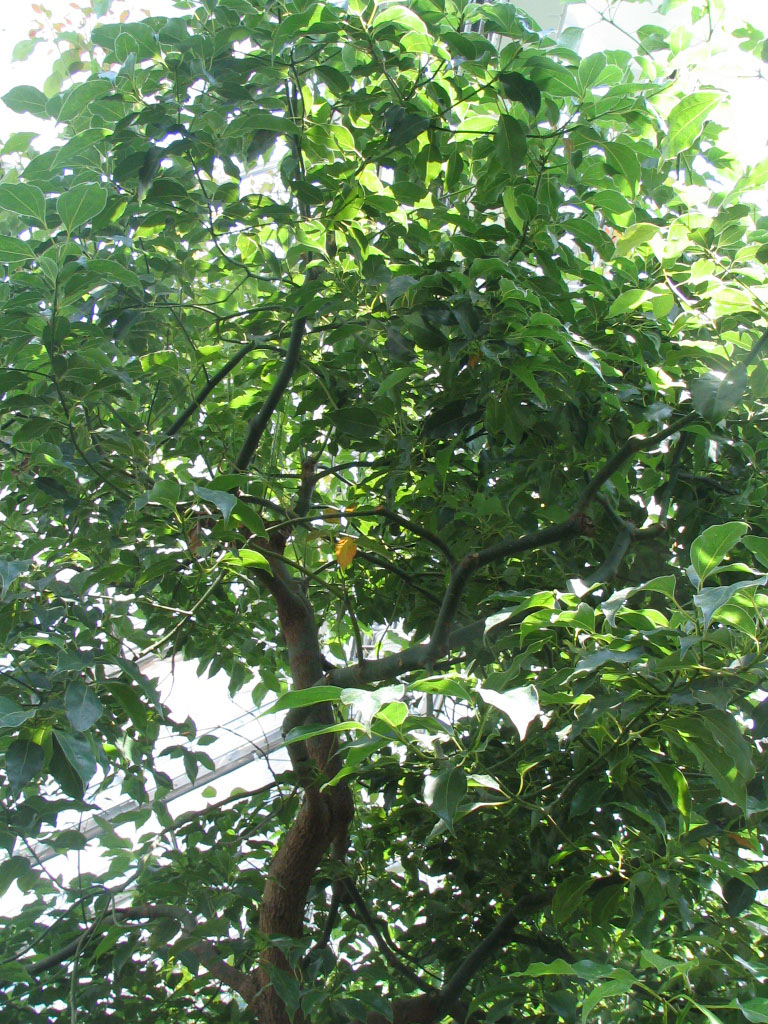
Alcanforero

La flora de Japón se caracteriza por ser enormemente exuberante y variada, con hasta 4500 plantas autóctonas. Esto se deriva de la diversidad climática del archipiélago japonés, con un amplio margen de temperaturas y una elevada pluviosidad, y a sus veranos húmedos y cálidos.
En Japón se pueden encontrar más de 17000 especies de plantas con o sin flores, muchas de ellas muy cultivadas y muy populares, como los ciruelos blancos y rojos, los cerezos, azaleas, peonías, lotos y, en especial, el crisantemo, la flor nacional de Japón.
Otras especies importantes son la pimpinela, la campanula, el gladiolo y muchas variedades de lilas. Hay pocas flores silvestres.

## Bosques
Casi el 70% de la superficie de Japón está cubierta por bosques. La variedad de árbol predominante es la conífera. Una especie común es el sugi, o cedro japonés, que puede llegar a medir 46 m de altura. Otros perennifolios notables son la pícea y muchas variedades de abetos.
Los árboles frutales más comunes en Japón son los melocotoneros, los perales y los naranjos.

### Zonas climáticas
- Bosque subtropical: Además, en Kyushu, Shikoku y el sur de Honshu crecen árboles subtropicales como el bambú, el árbol del alcanfor y el árbol de la cera (Toxicodendron succedaneum), y se cultiva la planta del té.

- Bosque templado: Los árboles del centro y del norte de Honshu son los típicos de la zona templada, como los sauces, los castaños (Castanea japonica), los robles (Quercus acuta, Quercus aliena, Quercus glauca, Quercus acutissima), los abedules (Betula maximowicziana), los olmos (Ulmus parvifolia), los tilos, los arces (Acer palmatum) y las coníferas (Abies homolepis, Larix kaempferi). El árbol de la laca (Toxicodendron vernicifluum) y la morera se cultivan extensivamente y el ciprés, el boj y la murta son abundantes.

- Bosque boreal: Predominan el bosque de coníferas. En Hokkaidō la vegetación es subártica y similar a la del sur de Siberia. La pícea y el abeto meridional son los árboles más comunes, aunque hay también ejemplares de aliso (Alnus japonica), álamos, abedules (Betula platyphylla, Betula ermanii) y hayas (Fagus japonica y Fagus sieboldii).

### Zonas altitudinales
En Japón predominan los bosques de montaña, los cuales varían según la altitud. Si tomamos como ejemplo el flanco oriental del Pacífico del Japón central, tenemos las siguientes zonas altitudinales:
- Zona alpina: Por sobre el límite del bosque a más de 2500 m de altura, el clima alpino impide el crecimiento de árboles, pero puede presentarse el pino piñonero japonés y otras plantas alpinas.
- Zona subalpina: Bosques de coníferas perennifolios, especialmente de abetos.
- Zona montana: Bosque de hayas, roble mizunara y otros caducifolios entre los 700 y 1500 m de altura.
- Zona pedemontana: Bosque de chinquapin, robles y otras frondosas perennifolias.

## Jardinería paisajística
Los japoneses practican un tipo único de jardinería paisajística, en la que reproducen en miniatura los paisajes naturales de forma estilizada. También cultivan árboles enanos llamados bonsáis, los cuales consisten en plantas ornamentales que al ser sometidas a técnicas de cultivo especiales como el corte de raíces y poda de ramas, se impide su crecimiento, logrando así que su altura bordee los 30cm.